# Musée Csontváry
Le musée Csontváry de Pécs (en hongrois Csontváry Múzeum) est un musée de la ville de Pécs consacré à l’œuvre du peintre hongrois Tivadar Kosztka Csontváry (1853-1919).

## Histoire
Le musée a ouvert ses portes en 1973, à l'occasion de la célébration du 120ème anniversaire de la naissance du peintre.
Il est installé dans le centre-ville de Pécs, dans un bâtiment de style néo-Renaissance.

## Collections permanentes
Le fonds exposé au musée de Pécs comprend une centaine de portraits, peintures et dessins réalisés par Csontváry au cours de ses voyages en Italie, en Dalmatie, dans le massif des Tatras et au Moyen-Orient (Liban, Palestine). Son style singulier peut s'apparenter à l'expressionnisme et à l'art naïf.
Parmi les œuvres exposées figurent notamment : 
- Vue de Selmecbánya (Selmecbánya látképe) (1902)
- Castellammare di Stabia (1903)
- Pont romain à Mostar (Római híd Mostarban) (1903)
- Tempête sur la plaine de Hortobágy (Vihar a Hortobágyon) (1903)
- Arrivée au mur des Lamentations à Jérusalem (A Panaszfal bejáratánál Jeruzsálemben) (1904)
- La vallée de la chute d’eau du grand Tarpatak dans les Tatras (A Nagy Tarpatak völgye a Tátrában) (1904-1905)[2]
- Baalbek (1906)
- Le Cèdre solitaire (Magányos cédrus) (1907)
- Le puits de Marie à Nazareth (Mária kútja Názáretben) (1908)